# Mary Carter
Mary Carter Reitano (29 de novembro de 1934) é uma ex-tenista australiana.

## Grand Slam Performance em Simples
| Torneio                  | 1954  | 1955  | 1956  | 1957  | 1958  | 1959  | 1960  | 1961  | 1962  | Carreira |
| ------------------------ | ----- | ----- | ----- | ----- | ----- | ----- | ----- | ----- | ----- | -------- |
| Australian Championships | SF    | SF    | V     | QF    | SF    | V     | SF    | SF    | SF    | 2 / 9    |
| Aberto da França         | A     | 1R    | A     | A     | 1R    | QF    | A     | 4R    | A     | 0 / 4    |
| Wimbledon                | A     | 4R    | A     | A     | 1R    | 3R    | A     | 2R    | A     | 0 / 4    |
| US Open                  | A     | A     | A     | A     | A     | A     | A     | A     | A     | 0 / 0    |
| SR                       | 0 / 1 | 0 / 3 | 1 / 1 | 0 / 1 | 0 / 3 | 1 / 3 | 0 / 1 | 0 / 3 | 0 / 1 | 2 / 17   |